# Jupiter Aerobatic Team
Das Jupiter-Aerobatic Team ist das Kunstflugteam der Indonesischen Luftstreitkräfte. Das Kunstflugteam fliegt mit sechs KAI KT-1 Wongbee-Flugzeugen in rot-weißer Farbgebung. Das Team wird von der Skadik (Skadron Pendidikan / Training Squadron) 102, beim Flughafen Adisucipto, Yogyakarta geführt. Die Jupiter-Team Flugzeuge sind mit Generatoren für weißen Rauch ausgestattet. Die Piloten der "Jupiter-Aerobatic Team (JAT)" sind alle Fluglehrer. Das Team ist "Jupiter" nach dem Rufzeichen der indonesischen Luftwaffe für die Fluglehrer benannt.

## Geschichte
Im Jahr 1996 wurde ein neues Kunstflugteam  für die indonesische Luftwaffe gebildet und mit acht BAE Hawk Mk53 aus der Skadik 103 ausgestattet. Dieses Team erhielt den Namen "Jupiter" und hatten ihre erste Vorführung am 23. September 1997. Im Jahr 2001 wurde das Team auf "Jupiter Blue" umgetauft dies nach der Zusammenführung mit dem "Elang Biru" Team. Ende der 1990er Jahre aufgrund der Asienkrise wurde das Team aufgelöst.
Das "Jupiter-Aerobatic Team" (JAT) wurde im Jahr 2008 neu gebildet mit 4 Korean Aerospace Industries KAI KT-1B Wongbee Trainer. Der erste öffentliche Auftritt dieses neuen Teams war am 4. Juli 2008 in Yogyakarta und ihre zweite Show war in Jakarta im November 2008.
Im Jahr 2010, nach zwei Jahren der Stagnation begann das Jupiter-Aerobatic Team ein Trainingsprogramm mit der Hilfe des australischen Roulettes Display Team. Im September 2010 wurden zwei Jupiter-Aerobatic Team Piloten nach Australien geschickt, um zu beobachten und Praxis zu gewinnen, dazu flogen sie Manöver zusammen mit den Roulettes auf deren Heimatbasis in East Sale, Victoria, Australien. Am 8. November 2010, flogen die Roulettes dann auf der Halim Air Force Base in Jakarta, wo dann die sechs Jupiter-Aerobatic Team Piloten die Möglichkeit hatten, während des Trainings auf dem Rücksitz der "Roulette" Pilatus PC-9 mitzufliegen.
Im Jahr 2011 vergrößerte sich das Jupiter-Aerobatic Team auf sechs Flugzeuge und erhielten eine neue rot-weiße Lackierung angelehnt an die Farben der indonesischen Flagge. Die erste Demonstration dieser neuen Sechserformation Z war am 16. März 2011 in Yogyakarta. Ihre zweite Airshow war am 9. April in Jakarta. Die dritte war am 17. April 2011 wieder in Yogyakarta.

## Zwischenfälle
Am 15. März 2015, während eines Trainings für die LIMA 15  Airshow, kollidierten zwei Flugzeuge (Tail Nr. 5 und Nr. 6) und trennten sich dabei ihre Flügel in der Luft ab. Alle vier Besatzungsmitglieder konnten sich mit den Schleudersitzen retten und erlitten nur leichte Verletzungen. Eines der Flugzeuge stürzte in ein Haus in der Nähe und setzte es in Brand, während das andere in ein leeres Feld stürzte. Es gab keine verletzte Personen am Boden, das Haus war zum Zeitpunkt des Unfalls leer. Der indonesische First Force Marshal Indra Yadi traf die Entscheidung, die JAT von Flugdisplay der LIMA 15 abzuziehen.